# Aernout van Lynden
Carel Diederic Aernout baron van Lynden (Londen, 31 december 1954) is een Nederlands-Brits journalist met ervaring als oorlogscorrespondent in het Midden-Oosten en de Balkan.

## Loopbaan
Van Lynden, telg van het adellijk geslacht Van Lynden, begon zijn journalistieke loopbaan in 1979 bij de Haagsche Courant. In september 1980 was hij een van de weinige Westerse journalisten in Irak toen Saddam Hoessein zijn aanval op Iran opende. Hierna werkte hij als freelancer voor BBC Radio, The Observer en The Washington Post. In die functie versloeg hij als journalist onder andere het anti-Sovjetverzet in Afghanistan. In 1982 werd hij The Observers’ correspondent in Beiroet, waar hij de burgeroorlog in Libanon en andere regionale conflicten versloeg.
Na zijn vertrek naar Londen raakte hij betrokken bij de oprichting van de 24-uurs nieuwszender Sky Channel. Hij zou er ruim dertien jaar werkzaam blijven. Eerst als anchor (nieuwslezer) en vervolgens als senior buitenlandcorrespondent. In die rol versloeg hij onder meer de Sovjet-terugtocht uit Afghanistan, de Roemeense Revolutie in 1989, de Golfoorlog in 1990-91, het uiteenvallen van Joegoslavië en de Palestijnse Intifada. Voor zijn verslaggeving over de oorlog in Bosnië in 1993 kreeg hij twee internationale onderscheidingen.
Van 2002 tot medio 2008 was hij als docent communicatie en journalistiek verbonden aan de Amerikaanse Universiteit in Bulgarije (AUBG) in Blagoëvgrad. Tegenwoordig doceert hij oorlogsjournalistiek aan het Leiden University College in Den Haag.
Van Lynden speelde zichzelf in de film Behind Enemy Lines.

## Privé
Van Lynden werd in Londen geboren als zoon van diplomaat Diederik van Lynden en diens Engelse echtgenote Anne Heathcote. Hij was tot haar overlijden in november 2010 gehuwd met diplomate Henriette Leijten (1950-2010). Uit het huwelijk werden drie dochters geboren.